# سان کانتری ایرلاینز
سان کانتری ایرلاینز (به انگلیسی: Sun Country Airlines) یک شرکت هواپیمایی با کد یاتا SY است که در ۱ ژوئن ۱۹۸۲ میلادی تأسیس شده و در ۱ ژانویه ۱۹۸۳ فعالیتش را آغاز کرده‌است. دفتر مرکزی سان کانتری ایرلاینز در مندوتا هایتس، مینه‌سوتا واقع شده‌است و قطب این شرکت هواپیمایی در فرودگاه شارل دوگل پاریس قرار دارد و به ۳۴ مقصد، پرواز انجام می‌دهد.